# Solanum chiquidenum
Espèce
Solanum chiquidenum  est une espèce de plante herbacée tubéreuse de la famille des Solanaceae, originaire des montagnes du Pérou. Elle est apparentée à la pomme de terre cultivée, mais contrairement à celle-ci, elle est diploïde (2n = 2x = 24).
L'épithète spécifique chiquidenum dérive du nom d'une localité, Chiquidén, où se trouve l'habitat du type de l'espèce.
Nom vernaculaire : papa del zorro.

## Description
Solanum chiquidenum est une plante herbacée à port dressé de 50 à 70 cm de haut, pouvant atteindre 1,5 m, aux tiges aériennes peu ramifiées.
Les tiges souterraines ou stolons de 50 cm de long portent de petits tubercules blancs arrondis de 1 à 2 cm de diamètre.
Les feuilles, vertes, souvent teintées de violet, sont composées imparipennées aux folioles peu nombreuses (2 à 3 paires de folioles principales), sauf celles de la base qui sont entières.
Les inflorescences cymeuses comptent de 5 à 25 fleurs. Celles-ci, à symétrie pentamère, ont une corolle arrondie à étoilée, de 3 cm de diamètre environ, de couleur blanche, aux pointes légèrement colorées en mauve clair. Les fruits sont des baies de1,5 à 1,8 cm de diamètre vert clair jaspé de vert plus foncé.

## Habitat et distribution
Solanum chiquidenum est une espèce endémique du Pérou dont l'aire de répartition est limitée aux montagnes du centre et du nord du pays, dans les régions d'Ancash, Amazonas, Cajamarca, Huánuco et La Libertad.
Elle croit entre 1500 et 3800 mètres d'altitude, mais est plus fréquente entre 2500 et 3200 mètres, parmi les buissons dans les pentes érodées, et souvent au bord des champs cultivés.

## Taxinomie
Plusieurs formes et variétés de cette espèce ont été décrites par C.M. Ochoa :
- Solanum chiquidenum f. amazonense Ochoa
- Solanum chiquidenum var. cachicadense Ochoa
- Solanum chiquidenum var. gracile Ochoa
- Solanum chiquidenum var. porconense Ochoa
- Solanum chiquidenum var. robustum Ochoa